# ビートルホーク
ビートルホークは、かつてプロダクション人力舎で活動していたお笑いコンビ。2010年11月27日解散。

## メンバー
- 阿部 育修（あべ やすのぶ、1982年7月15日（42歳） - ）
  - 岩手県遠野市出身。
  - 身長165cm、体重54kg、血液型はB型。
  - スクールJCA14期生出身。
  - 文教大学卒業。
  - 実家はお寺である。僧侶の資格を持っており、読経が特技。
  - スクールJCAに在籍していた当時、同期のパーティ内山ともう一人と、トリオ「トムサンクス」を組んで活動していた。
  - 「めちゃ×2イケてるッ!」の「集中寺」のコーナーでは小坊主役（和尚の小道具を運ぶ方）で出演している。
  - 兄がいる。
  - 引退後は、僧侶に転身（2018年時点ではまだ実家の寺には居ない）[1]。

- 荒井 義久（あらい よしひさ、1983年3月7日（42歳） - ）
  - 栃木県下野市出身。
  - 身長173cm、体重60kg、血液型はB型。
  - スクールJCA15期生出身。
  - 拓殖大学卒業。
  - 「ウルトラマン検定1級」の資格を持っている。
  - 解散後、2011年6月に元サンミラノの長屋真治と「トチギフ」を結成。その後松竹芸能へ移籍し、2017年8月1日に解散[2]。
  - その後も松竹芸能に在籍してピンで活動。2019年8月1日に元南国バカンスのナガシマパイナポーとコンビ「パラレル反抗期」を結成し[3][4]、2023年9月27日に解散[5][6]。

## 略歴・芸風
2007年5月に結成。ネタは主にコントで、以前は「遭難」や「病院」のコント、「妖怪ハンター」（主な設定に、100円ショップで、100円ではない物を売っている妖怪を退治するというものなど）のネタなどがあった。その後、古代人風の衣装で演じる「神の造りしもの」「全知全能の神」などのネタを始め、「異端者裁判」では、縄に縛られた阿部が振りネタを言い、鞭を持った荒井が「何～～～!」など大きな声と動きを出して「～～の刑!」などの落ちを言うなどの掛け合いを行い、定番ネタの一つとなっていた。また、特撮に造詣の深い荒井は、知識を生かし特撮イベントの司会などを務めることが多い。2010年11月27日に解散した。

## 出演

### コンビ「ビートルホーク」として

#### テレビ
- あらびき団（TBSテレビ） - 2008年10月29日（第48回）初出演
- めちゃ×2イケてるッ!（フジテレビ）

2008年11月8日（阿部のみ、再現VTRの中でおぎやはぎ矢作役として）
阿部のみ 2010年2月20日～「集中寺」に小坊主役として
- 爆笑オンエアバトル（NHK総合テレビ）戦績0勝1敗 最高189KB
- 爆笑トライアウト（NHK総合テレビ） - 2009年8月7日（会場結果は10位、視聴者投票では9位）
- エンタの神様（日本テレビ） - 2009年11月14日初出演、キャッチコピーは「新世紀の異端者裁判」

#### ポッドキャスト
- ジンリキポッドキャスト（人力舎の若手芸人によるポッドキャスト）【iTunesで聴く】【ブラウザで聴く】

### 荒井義久個人での出演

#### テレビドラマ
- ウルトラマンオーブ 第1話（2016年）トチギフ運送クール便・荒井役
- ウルトラマンZ 第1話（2020年）エキストラ出演

#### 映画
- ウルトラマンデッカー最終章 旅立ちの彼方へ…（2023年2月23日） - ガルメス人の声[8]

#### CM
- 西友「プライスロック 父と子の6ヶ月の物語編」（2015年9月28日）